# Деамбулаторијум
Деамбулаторијум (сред. лат. аmbulatorium, од ambulare, ходати), у западноевропској црквеној архитектури, покривени опходни брод дуж спољне стране олтарске апсиде, обично пролазима повезан са олтарским простором. Често се јавља као саставни део развијеног типа олтарске апсиде и тада су дуж његовог спољног зида радијално распоређене апсидиоле.
Деамбулаторијум се развија у романичкој архитектури, да би у готици ушао у општу употребу и доживео врхунац развоја у формално-техничком смислу. Његов настанак се подудара са развојем култа реликвија и интересовањем за ходочашћа. Реликвије се из крипти пребацују у капеле смештене иза олтарског простора, а да би се омогућило циркулисање верника и лакши приступ капелама, између олтарског простора и капела умеће се опходни брод.

У ширем смислу овим термином се означава покривени пролаз око неке просторне јединице кружне или полукружне основе, одвојен од ње пуним зидом, стубовима или ступцима, а са њом повезан отворима у зиду или аркадама.